# Sanaa El Aji
Sanaa El Aji, née en 1977 à Casablanca, est une sociologue, écrivaine et journaliste marocaine. 

## Biographie
Sanaa El Aji est née en 1977 à Casablanca dans une famille modeste dans quartier populaire. Première d'une fratrie de dix, elle commence sa carrière comme journaliste au magazine Nichane, une version arabe marocaine du magazine francophone TelQuel. Elle édite l'hebdomadaire Batoul entre septembre 2006 et octobre 2010 et poursuit son travail de jeune femme libérée et divorcée en opposition aux conventions sociales.
En 2006, Sanaa El Aji est au centre d'un scandale lorsque dans l'un de ses articles, L'humour marocain, elle écrit des blagues offensantes pour les sensibilités religieuses. El Aji et le rédacteur en chef Driss Ksikes sont condamnés à des peines de trois ans et leur magazine a été suspendu par un tribunal de Casablanca pour dénigrement de l'islam. Les deux journalistes reçoivent des menaces de mort à la suite d'un reportage agressif à leur encontre sur les chaînes de télévision nationales. Sanaa El Aji déclare qu'elle n'avait pas l'intention d'offenser la sensibilité religieuse, s'excusant publiquement,.
Dans les années suivantes, elle continue à écrire pour diverses publications marocaines et a été l'éditeur d'un article dans le journal arabophone Al Ahdath Al Maghribia. 
En 2016, elle obtient un doctorat en sociologie à l'Université d'Aix-Marseille. Sa thèse réalisé sous la direction de Raphaël Liogier s'intitule : « Sexualité préconjugale au Maroc : représentations, verbalisation, pratiques et socialisation genrée ». En 2018, elle publie Sexualité et Célibat au Maroc : Pratiques et Verbalisation, tiré de sa thèse de doctorat. Cet ouvrage atteint une notoriété nationale.
En 2018 Abdessamad Dialmy met en cause cette thèse : il reproche à sa consœur sexologue d'y avoir plagié son livre Jeunesse, sida et islam au Maroc : les comportements sexuels et de ne pas lui avoir attribué la paternité des notions de « bricolage sexuel » et de « transition sexuelle » ; Sanaa El Aji se défend en affirmant avoir cité des chercheurs bien antérieurs à Abdessamad Dialmy, à savoir Michel Foucault sur la transition sexuelle et Mounia Bennani Chraibi sur le bricolage sexuel.
Elle est l'auteur de plusieurs romans.
En 2019, elle faisait partie des 490 signataires d'une pétition en faveur des libertés sexuelles, aux côtés de l'écrivain Leïla Slimani, de la réalisatrice Sonia Terrab, et de l'ancienne ministre Hakima El Haite, une initiative prise à la suite de l'arrestation de la journaliste Hajar Raissouni.

## Œuvres
- Sanaa El Aji, Majnounatou Youssef, Casablanca, Éditions Argana, 2003
- Collectif, Lettre à un jeune marocain. Choisies et présentées par Abdellah Taïa, Paris, Seuil, 2009, 216 p. (EAN 9782021005394, présentation en ligne)
- Sanaa El Aji, Sexualité et Célibat au Maroc : Pratiques et Verbalisation, Paris, La croisée des chemins, 2018, 424 p. (ISBN 978-9954106129)